# Таљакоцо (Л'Аквила)
Таљакоцо (итал. Tagliacozzo) је насеље у Италији у округу Л'Аквила, региону Абруцо.
Према процени из 2011. у насељу је живело 4637 становника. Насеље се налази на надморској висини од 735 м.

## Географија
| Клима (Таљакоцо)           | Клима (Таљакоцо) | Клима (Таљакоцо) | Клима (Таљакоцо) | Клима (Таљакоцо) | Клима (Таљакоцо) | Клима (Таљакоцо) | Клима (Таљакоцо) | Клима (Таљакоцо) | Клима (Таљакоцо) | Клима (Таљакоцо) | Клима (Таљакоцо) | Клима (Таљакоцо) | Клима (Таљакоцо) |
| Показатељ \ Месец          | .Јан.            | .Феб.            | .Мар.            | .Апр.            | .Мај.            | .Јун.            | .Јул.            | .Авг.            | .Сеп.            | .Окт.            | .Нов.            | .Дец.            | .Год.            |
| -------------------------- | ---------------- | ---------------- | ---------------- | ---------------- | ---------------- | ---------------- | ---------------- | ---------------- | ---------------- | ---------------- | ---------------- | ---------------- | ---------------- |
| Средњи максимум, °C (°F)   | 7,3 (45,1)       | 9,0 (48,2)       | 12,2 (54)        | 15,3 (59,5)      | 20,7 (69,3)      | 24,4 (75,9)      | 27,7 (81,9)      | 27,9 (82,2)      | 23,8 (74,8)      | 18,4 (65,1)      | 11,9 (53,4)      | 7,6 (45,7)       | 27,9 (82,2)      |
| Средњи минимум, °C (°F)    | −2,4 (27,7)      | −1,6 (29,1)      | 0,4 (32,7)       | 3,0 (37,4)       | 6,7 (44,1)       | 9,5 (49,1)       | 11,3 (52,3)      | 11,3 (52,3)      | 8,7 (47,7)       | 4,9 (40,8)       | 1,4 (34,5)       | −1,2 (29,8)      | −2,4 (27,7)      |
| Количина падавина, mm (in) | 80 (31,5)        | 85 (33,5)        | 74 (29,1)        | 87 (34,3)        | 68 (26,8)        | 51 (20,1)        | 36 (14,2)        | 42 (16,5)        | 68 (26,8)        | 102 (40,2)       | 147 (57,9)       | 126 (49,6)       | 966 (380,5)      |
| [ тражи се извор ]         |                  |                  |                  |                  |                  |                  |                  |                  |                  |                  |                  |                  |                  |

## Становништво
| 1931. | 1936. | 1951.  | 1961. | 1971. | 1981. | 1991. | 2001. | 2011. |
| ----- | ----- | ------ | ----- | ----- | ----- | ----- | ----- | ----- |
| 9.871 | 9.902 | 10.235 | 9.787 | 7.492 | 6.430 | 6.452 | 6.532 | 6.939 |